# 7244 Villa-Lobos
7244 Villa-Lobos este o planetă minoră (asteroid), cu un diametru de 7,52 km, din centura de asteroizi. A fost descoperită pe 5 august 1991 la Observatorul European Austral de Eric Walter Elst și a fost numită după Heitor Villa-Lobos. 
Obiectul prezintă o orbită caracterizată de o semiaxă mare de 2,8718704 UAi, o excentricitate de 0,08, o înclinație de 2,60861 ° în raport cu ecliptica.